# Quevedo (stacja metra)
Quevedo – stacja metra w Madrycie, na linii 2. Znajduje się w dzielnicy Chamberí, w Madrycie i zlokalizowana jest pomiędzy stacjami Canal a San Bernardo. Została otwarta 27 grudnia 1925.